# 582 Olympia
För andra betydelser, se Olympia (olika betydelser).
582 Olympia eller 1906 SO är en asteroid i huvudbältet, som upptäcktes 23 januari 1906 av den tyska astronomen August Kopff i Heidelberg. Den har fått sitt namn efter Olympia i Grekland.
Asteroiden har en diameter på ungefär 44 kilometer.